# Tanacetum corymbosum
Tanacetum corymbosum es una herbácea de la familia de las asteráceas.

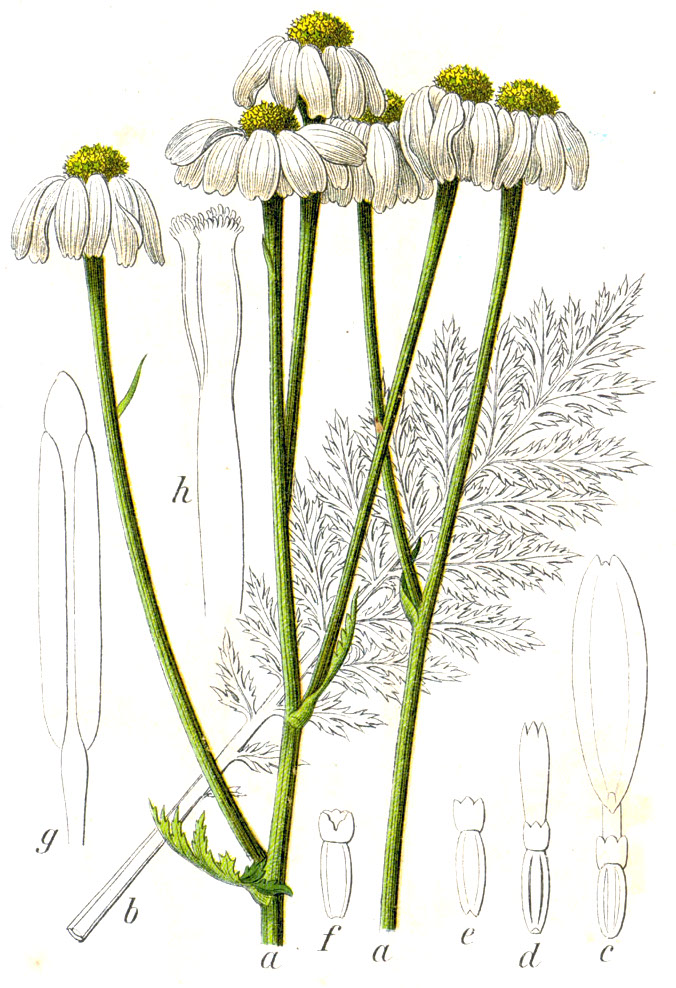
Ilustración

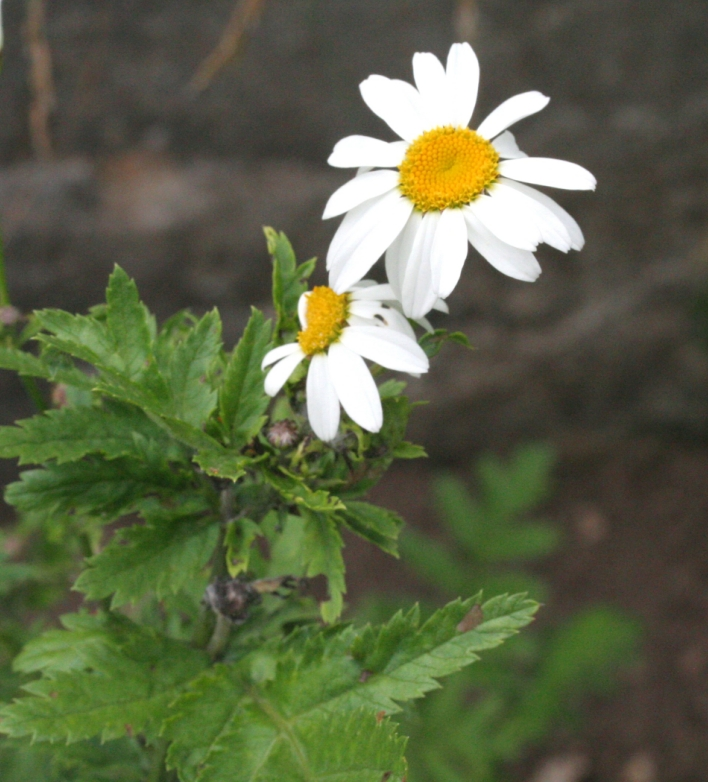
Detalle de la flor

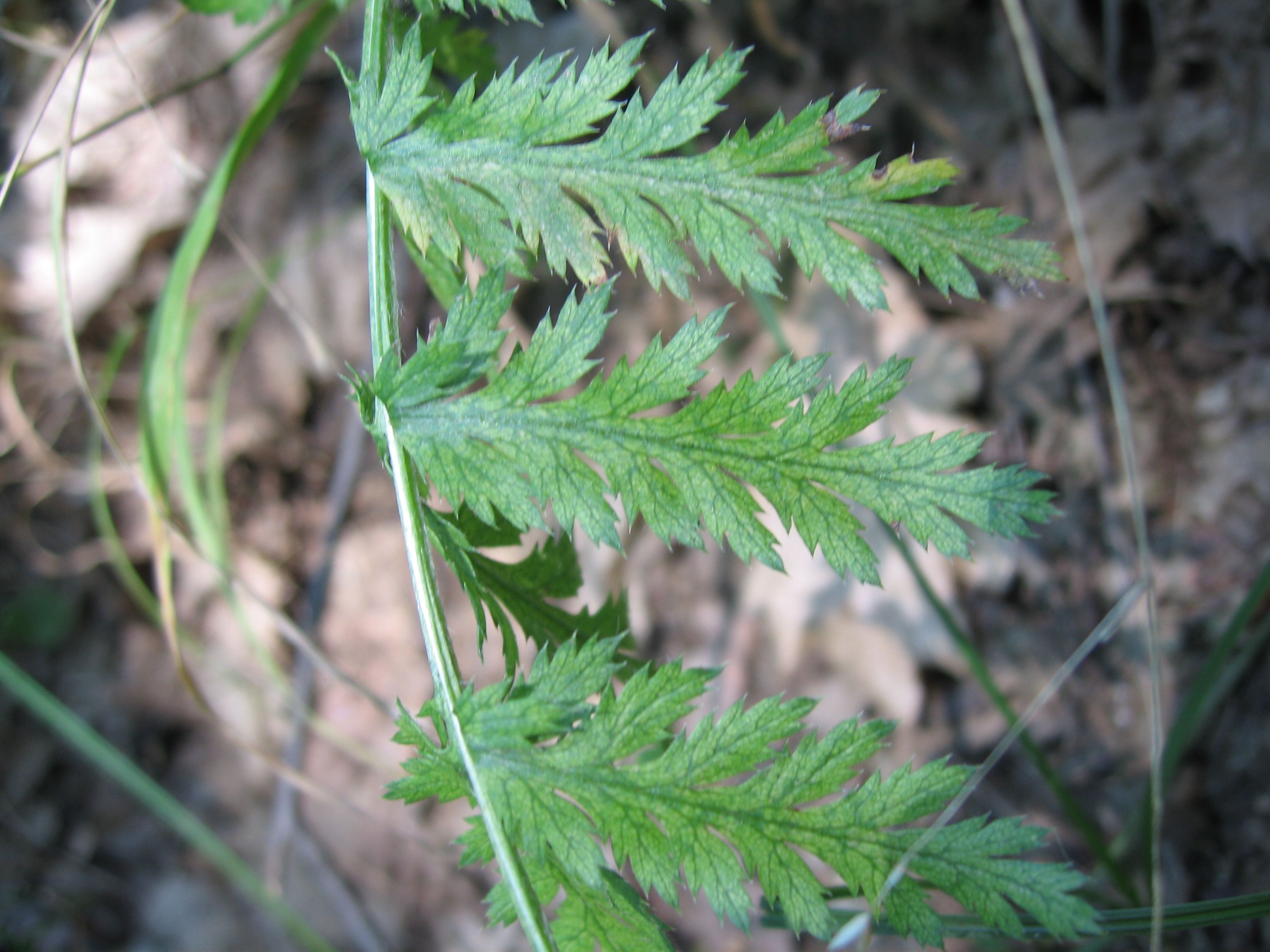
Detalle de la hoja

## Caracteres
Hierba perenne. Tallos, erectos, de hasta 130 cm de altura. Hojas pinnatisectas o pinnatipartidas, glabras por el haz y densamente pelosas por el envés. Flores dispuestas en numerosos capítulos semejantes a los de las margaritas comunes, las internas tubulares y amarillas, y las externas liguladas y blancas. Fruto en aquenio de hasta 2 mm de longitud, recorrido por 5 costillas; vilano reducido a una corona de dientes que no superan o.3 mm de longitud. Florece en primavera y verano.

## Hábitat
Bosque abiertos, malezas, prados, melojares y pinares.

## Distribución
Gran parte de Europa, en Portugal, Polonia, Rumanía, Rusia, Turquía, Francia, Alemania, Albania, Austria, Bulgaria, República Checa, Eslovaquia, Grecia, Suiza, España, Hungría. Introducida en Dinamarca, Suecia e Italia.

## Taxonomía
Tanacetum corymbosum fue descrita por  (L.) Sch.Bip. y publicado en Ueber die Tanaceteen: mit besonderer Berücksichtigung der deutschen Arten 58. 1844.
Citología
Número de cromosomas de Tanacetum corymbosum (Fam. Compositae) y táxones infraespecíficos:
Chrysanthemum corymbosum L. = 2n=18. Pyrethrum corymbosum (L.) Scop. = 2n=36.
Etimología
Tanacetum: nombre genérico  derivado del latín medieval "tanazita" que a su vez proviene del griego "athanasia" (= inmortal, a largo plazo), que probablemente indica la larga duración de la inflorescencia de esta planta, en otros textos se refiere a la creencia de que las bebidas a base de las hojas de esta planta confiere la vida eterna.

corymbosum: epíteto latino que significa "con corimbos".
Sinonimia
- Chamaemelum corymbosum (L.) E.H.L.Krause
- Chrysanthemum corymbiferum L.
- Chrysanthemum corymbosum L.
- Chrysanthemum lanuginosum Geners. ex DC.
- Chrysanthemum webbianum Ball
- Leucanthemum corymbosum (L.)
- Pyrethrum corymbiferum (L.) S.G.Gmel.
- Pyrethrum corymbiferum (L.) Schrank
- Pyrethrum corymbosum (L.) Scop.
- Pyrethrum corymbosum var. achilleae (L.) Chab.
- Pyrethrum corymbosum subsp. achilleae (L.) Murb.
- Pyrethrum tauricum Zelen.
- Pyrethrum webbianum Coss.[8]

subsp. achilleae (L.) Greuter
- Chrysanthemum achilleae L.
- Chrysanthemum corymbosum subsp. achilleae (L.) Murb.
- Chrysanthemum daucifolium (Ledeb.) Pers.
- Chrysanthemum tanacetifolium Pourr.
- Leucanthemum pourretii
- Pyrethrum achilleae (L.) DC.
- Pyrethrum corymbosum subsp. achilleae (L.) Nyman
- Pyrethrum corymbosum subsp. pourretii Nyman
- Pyrethrum tenuifolium Willd.

subsp. cinereum (Griseb.) Grierson
- Chrysanthemum cinereum (Griseb.) Bornm.
- Pyrethrum cinereum Griseb.

subsp. subcorymbosum (Schur) Pawł.
- Chrysanthemum clusii (Fisch. ex Rchb.) Hand.-Mazz.
- Chrysanthemum corymbosum subsp. clusii (Fisch.) Dostál
- Chrysanthemum subcorymbosum Schur
- Pyrethrum clusii Fisch. ex Rchb.
- Tanacetum clusii (Rchb.) Soják
- Tanacetum subcorymbosum Simonk.

## Nombres comunes
- Castellano: albillar, manzanillón, ontinilla.[9]